# مستقل (فلم 2023)
مستقل (بالإنجليزية: Freelance) هو فيلم أكشن كوميدي أمريكي لعام 2023 من إخراج بيير موريل وكتبه جاكوب لينتز في أول ظهور له في الكتابة. وهو من بطولة جون سينا، وأليسون بري، وخوان بابلو رابا، وكريستيان سلاتر.

## طاقم العمل
- جون سينا في دور ماسون بيتيتس، وهو جندي من القوات الخاصة بالجيش متقاعد طبيًا ويعمل الآن محاميًا.
- أليسون بري في دور كلير ويلينجتون، صحفية.
- خوان بابلو رابا في دور الرئيس خوان فينيجاس.
- كريستيان سلاتر في دور سيباستيان إيرل، رئيس مايسون، والقوات الخاصة السابقة للجيش.
- أليس إيف في دور جيني بيتيتس، زوجة مايسون.
- مارتون كسوكاس في دور العقيد جان كوهورست.
- سيباستيان إيسلافا في دور خورخي فاسكيز.

## الإنتاج
الفيلم هو أول ظهور للكتابة المميزة لكاتب السيناريو التلفزيوني جاكوب لينتز. تم الإعلان عن الفيلم في 6 أكتوبر 2021، بإخراج بيير موريل وإلحاق جون سينا بالطاقم. أفادت التقارير أن ميزانية الفيلم لا تقل عن 40 مليون دولار. في يناير 2022، انضمت أليسون بري، وخوان بابلو رابا، وأليس إيف، ومارتون كسوكاس، وكريستيان سلاتر إلى فريق التمثيل. بدأ التصوير في كولومبيا في 17 يناير 2022 مع المصور السينمائي تييري أربوغاست.